# Abışabad
Abışabad är en ort i Azerbajdzjan.   Den ligger i distriktet Cəlilabad Rayonu, i den sydöstra delen av landet, 180 kilometer sydväst om huvudstaden Baku. Abışabad ligger 80 meter över havet och antalet invånare är 1 124.
Terrängen runt Abışabad är huvudsakligen platt, men åt sydväst är den kuperad. Närmaste större samhälle är Dzhalilabad, 9,2 kilometer sydost om Abışabad.
Trakten runt Abışabad består till största delen av jordbruksmark. Runt Abışabad är det ganska tätbefolkat, med 104 invånare per kvadratkilometer.